# Aldébaran
Alpha Tauri
Pour les articles homonymes, voir Aldébaran (homonymie) et Alpha Tauri.
Désignations
Aldébaran, ou Alpha Tauri (α Tauri / α Tau) dans la désignation de Bayer, est l'étoile la plus brillante de la constellation zodiacale du Taureau. Il s'agit d'une géante rouge, une étoile plus froide mais beaucoup plus grande et lumineuse que le Soleil, qui est située à environ 66 années-lumière du Soleil. Avec une magnitude apparente moyenne de +0,87, elle est la 13e étoile la plus brillante du ciel nocturne. Sa magnitude absolue est de −0,65. 
Visuellement, Aldébaran semble le membre le plus brillant d'un groupe d'étoiles assez étalé : les Hyades, amas d'étoiles le plus proche de la Terre. Mais elle se situe, en fait, à mi-chemin entre notre planète et les Hyades. Elle en est donc indépendante.
Aldébaran est l'étoile principale de BU 550, une étoile binaire dont la composante secondaire est Alpha Tauri B (α Tauri B / α Tau B). D'autre part, Aldébaran possède une planète extrasolaire (exoplanète) confirmée Aldébaran b avec laquelle elle forme, donc, un système planétaire.

## Nomenclature et histoire

### Du ciel des Arabes aux catalogues internationaux
Aldebaran (en français Aldébaran) est le nom approuvé pour α Tau par l’Union astronomique internationale (UAI). C’est l’arabe الدبران al-Dabarān, qui existe déjà dans la poésie préislamique et s’applique, dans le ciel arabe traditionnel, la IVe des manāzil al-qamar, ou « stations de la lune ». Son nom signifie littéralement « la Suivante », c'est-à-dire « Celle qui suit » ou « se lève après » al-Ṯurayyā (arabe: الثريا), qui correspond aux Pléiades du ciel des Grecs,. Il est introduit dès l’an mil avec les textes latins sur l’astrolabe : on peut en effet lire Aldabaran dans la liste qui figure sous le dessin de l’araignée de l’astrolabe de Ḫalaf b. al-Muᶜāḏ (début du XIe s.). Parcourant le Moyen Âge, il consolide sa forme actuelle, soit Aldebaran, dans l'Uranometria de Johann Bayer (1603). Ce nom désormais classique est relevé Richard Allen (1899), et passe dans les catalogues, où le sanctionne l’UAI.

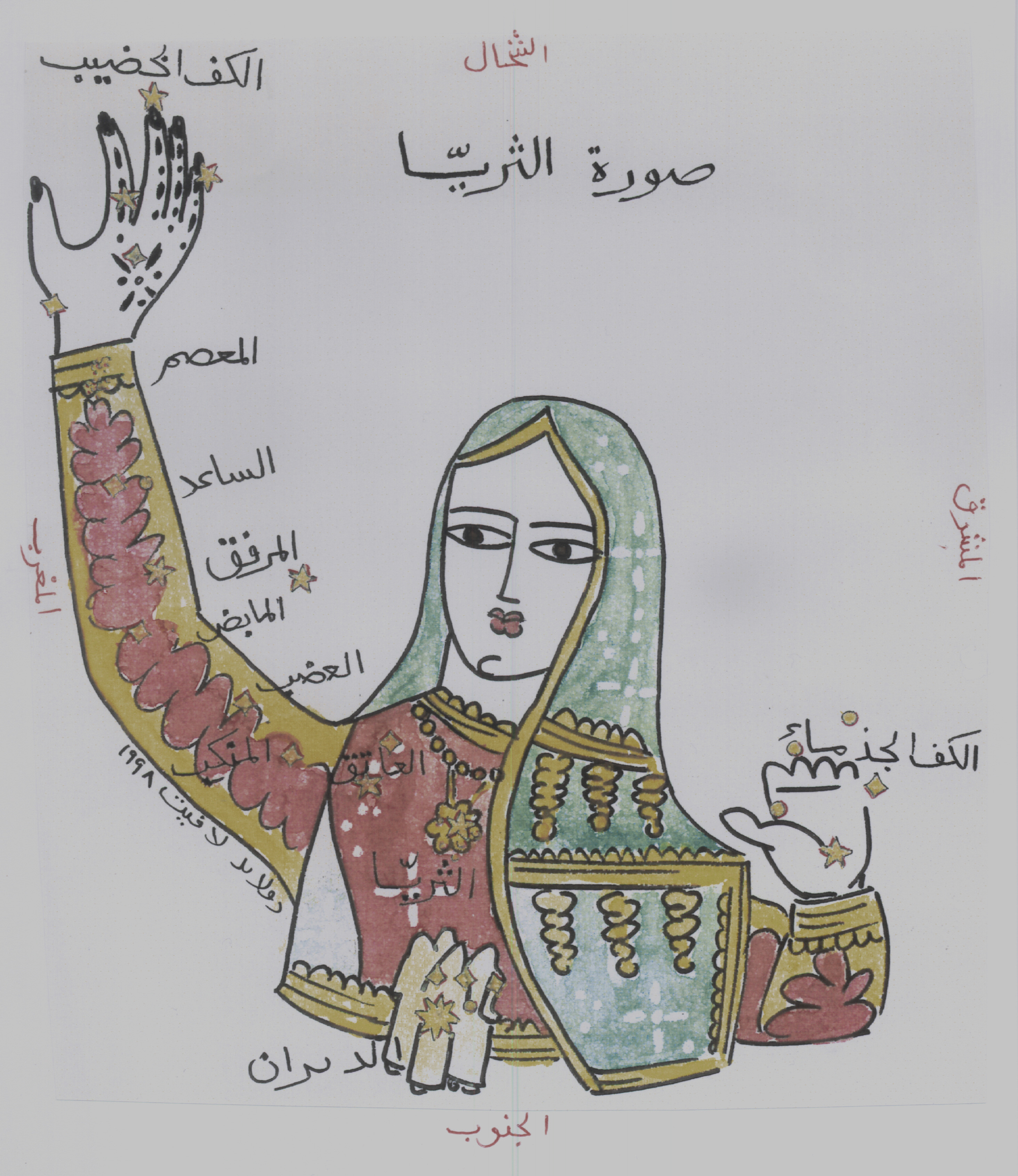
La figure développée de الثور al-Ṯurayyā dans le ciel arabe (Dessin de Roland Laffitte, 1998)

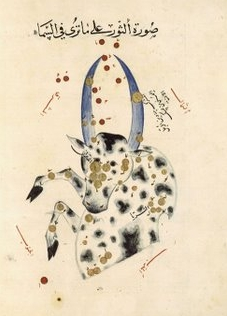
La figure de الثور al-Ṯawr, « le Taureau », dans une édition du traité de ᶜAbd al-Raḥmān al-Ṣūfī du XVe s.

Atin ou Atin El taur est une autre nom pour α Tau, mais bien plus rare qu’Aldébaran. C’est l’arabe عين الثور ᶜAyn al-Ṯawr, nom donné à cette étoile dans le cadre du ciel gréco-arabe, c’est-à-dire la formatage du ciel adopté par les astronomes arabes au IXe siècle. On le trouve notamment chez signale ᶜAbd al-Raḥmān al-Ṣūfī,. Introduit au XIIIe et immédiatement traduit sous les formes Oculus Tauri ou Cor Tauri dans les Secondes Tables tolédanes, puis en français Œil du bœuf chez Hagin le Juif (1270), il n’est pas repris dans l'Uranometria de Johann Bayer (1603), mais est relevé par Richard Allen (1899).

### En Chine
Dans le ciel des Chinois, α Tau est 畢宿五, soit l’étoile n° 5 (五) de l’astérisme (宿=xiù), pinyin: Bì, « le Filet ».

## Description
Aldébaran est une étoile (classe de luminosité III) orange (classe spectrale K5) de magnitude 0,86, ce qui signifie qu'elle est orangée, grande et qu'elle a quitté la séquence principale après avoir utilisé tout son hydrogène. Maintenant, elle brûle essentiellement de l'hélium et s'est étendue en atteignant un diamètre approximatif de 6,1 × 107 km, soit environ 45 fois celui du Soleil. Elle a une compagne, une naine rouge de type M2, difficile à voir car de faible magnitude (13).

Comparaison de la taille d'Aldébaran et de celle du Soleil.

Du fait de son grand diamètre, la température de surface de l'étoile est faible (3 910 K). Elle nous est distante de 65 années-lumière environ. Le satellite Hipparcos l'a située à une distance de 20,0 pc (65,1 al) et sa luminosité est 518 fois plus grande que celle du Soleil. Lorsqu'on tient compte de sa magnitude et de sa distance, elle est la treizième étoile la plus brillante dans le ciel. C'est une étoile faiblement variable de type pulsante ; sa magnitude varie d'environ 0,2 unité.
Aldébaran est une des étoiles les plus faciles à situer dans le ciel, partiellement à cause de sa luminosité et partiellement à cause de sa relative proximité avec l'un des astérismes les mieux connus : l'amas des Pléiades.
Aldébaran est la première étoile brillante que l'on trouve en suivant les trois étoiles de la ceinture d'Orion (de gauche à droite dans l'hémisphère nord et de droite à gauche dans l'hémisphère sud).

## Système planétaire
Aldébaran est l'objet primaire d'un système planétaire dont le seul objet secondaire connu à ce jour (décembre 2015) est Aldébaran b.
 Aldébaran b a été détectée en 1998 par Artie P. Hatzes et William D. Cochran comme une grosse planète ou une petite naine brune avec une masse minimum de 6 fois celle de Jupiter et orbitant à une distance de 1,35 ua.
Son existence et sa nature planétaire ont été confirmées par la NASA le 4 juin 2015.
Aldébaran b tourne autour d'Aldébaran en 628,96 ± 0,90 jours terrestres sur une orbite elliptique de demi-grand axe de 1,46 ± 0,27 unité astronomique et d'excentricité 0,10 ± 0,05.
Avec une masse minimale de 6,47 ± 0,53 masses joviennes, Aldébaran b serait une planète géante gazeuse.

## Exploration spatiale
Aldébaran est l'étoile vers laquelle se dirige la sonde spatiale américaine Pioneer 10.

## Aldébaran dans la culture
Le nom Aldébaran apparaît dans d'autres œuvres que celles indiquées ci-dessous, ainsi que dans divers autres contextes, mais sans rapport direct avec l'étoile : voir Aldébaran (homonymie).

### Littérature
- Gérard de Nerval dans Sylvie, texte central des Filles du feu, parle d'Aldébaran comme d'un « astre trompeur » (« Tour à tour bleue et rose comme l'astre trompeur d'Aldébaran »)[28].
- Dans le mythe de Cthulhu tiré des œuvres d'Howard Phillips Lovecraft, en particulier dans certaines nouvelles d'August Derleth et leurs adaptations en jeu de rôle, Aldébaran est l'étoile où vit le Grand Ancien Hastur, le Roi en Jaune, dans sa « ville » de Carcosa, dans le lac Hali.
- Dans la série de bandes dessinées Les Mondes d'Aldébaran et plus particulièrement le Cycle d'Aldébaran, l'étoile Aldébaran possède un système de planète recelant la vie.
- Dans le roman de science-fiction La Guerre éternelle (1974) de Joe Haldeman, la race extraterrestre hostile aux humains, les Taurans sont rencontrés pour la première fois près d'Aldébaran. Le nom tauran viennent d'ailleurs du nom de la constellation du Taureau, aldbéranien étant trop compliqué à prononcer.
- Dans l’univers du manga Saint Seiya, Aldebaran est le chevalier d’or du Taureau sous le commandement d’Athéna, il fait partie des douze chevaliers d’or représentant chacun leur propre signe astrologique.
- Dans le manga Black Bullet, Aldébaran est le nom du principal ennemi de l'humanité, il dirige les Gastrea.
- Dans le roman Ben-Hur, Aldébaran est le nom d'un des chevaux de course du héros Judah Ben-Hur[29].

### Musique
- Le musicien français Olivier Messiaen s'en est inspiré pour une des pièces (Les ressuscités et le chant de l'étoile Aldébaran)  de son Des canyons aux étoiles..., écrit entre 1971 et 1974.
- La chanteuse irlandaise Enya a donné le nom de cette étoile à l'un de ses premiers titres, paru dans l'album Enya, en 1987.
- Le nom de l'étoile est cité sur le titre 2000 Light Years from Home des Rolling Stones.
- Le rappeur français Jyeuhair a nommé un de ses singles Aldébaran.

### Télévision et Cinéma
- Dans l'univers de Star Trek, l'étoile Aldébaran possède un système de trois planètes.
- Dans la série animée franco-japonaise Valérian et Laureline, la confédération d'Aldébaran fait référence à l'étoile.
- Dans le film Ben-Hur, le nom d'un des chevaux de course du héros Judah Ben-Hur
- Dans le dessin animé Les Maîtres du temps - de René Laloux, c'est la destination du vaisseau à l'origine, voyage payé par le Prince Maton mais le voyage est détourné vers Perdide